# 사라 드 포시스
사라 드 포시스는 오스트레일리아의 영화배우, 영화감독이다. 2013년 영화 《Atomic Kingdom: Revolution》으로 데뷔했다.